# Baoquan Song

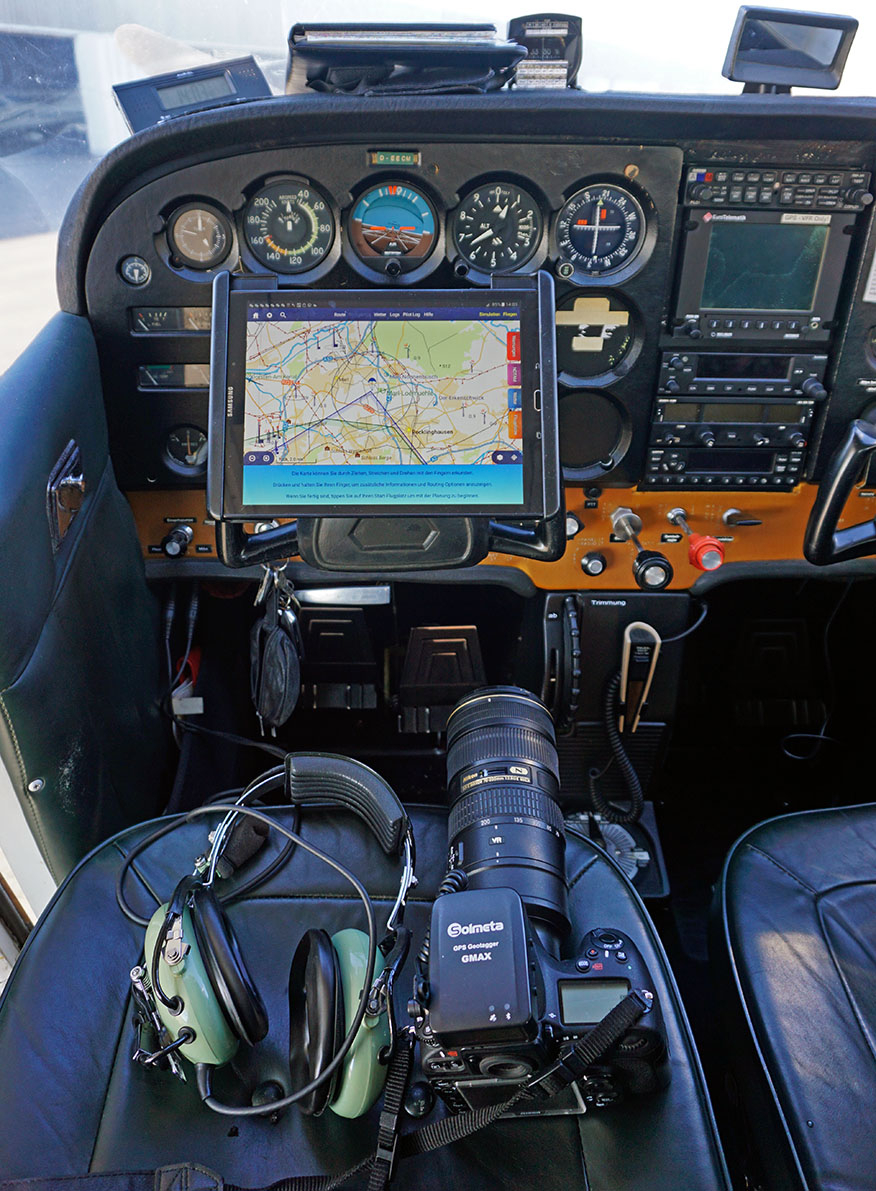
Arbeitsplatz und Ausrüstung des Luftbildarchäologen Baoquan Song

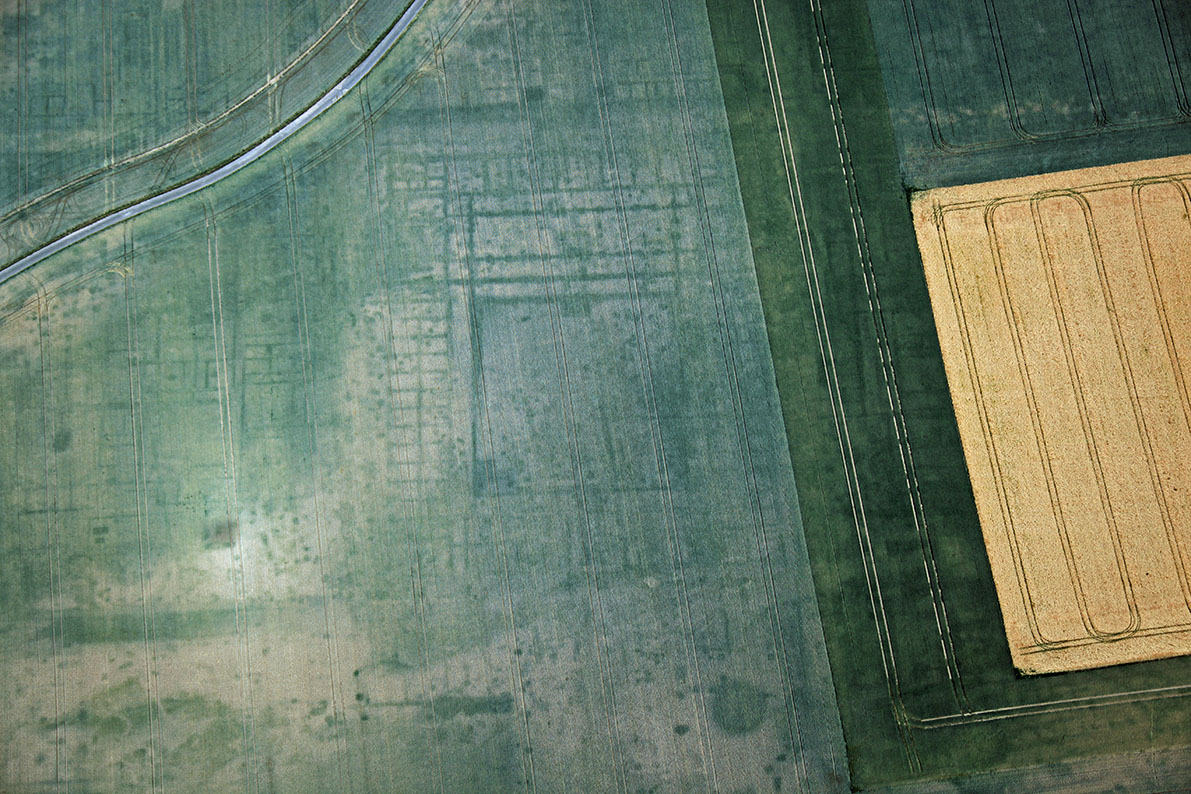
Stabsgebäude eines Legionenlagers bei Xanten im Jahr 2010, aufgenommen von Baoquan Song

Baoquan Song (* 1961 in Tianjin, China) ist ein chinesisch-deutscher Luftbildarchäologe.

## Leben
Von 1980 bis 1982 studierte er Geschichte und Museumskunde an der Nankai-Universität Tianjin und besuchte das Shanghai-College an der Tongji-Universität Shanghai, auf dem er im Frühjahr 1982 sein deutsches Abitur machte. Von 1982 bis 1988 setzte er sein Studium an der Ruhr-Universität Bochum in den Fächern Ur- und Frühgeschichte, Klassische Archäologie und Chinesische Geschichte fort, wo er 1992 im erstgenannten Fach promovierte. Parallel zu seinem Studium machte er ab 1984 eine praktische Ausbildung in der Luftbildarchäologie bei Otto Braasch in der Außenstelle Landshut des Bayerischen Landesamts für Bodendenkmalpflege. Hiernach zog es ihn zurück nach China, wo er von 1992 bis 1994 als Wissenschaftlicher Mitarbeiter am Forschungsprojekt „Einsatzmöglichkeiten moderner Luftbildarchäologie in der VR China“ mitwirkte. Es folgten 1996 archäologische Flugprospektion in Henan, Zentralchina, und 1997 archäologische Befliegungen in Chifeng, Autonomiegebiet Innere Mongolei, Nordchina.
2001 kehrte er an die Ruhr-Universität Bochum zurück und ist dort seitdem wissenschaftlicher Mitarbeiter am Lehrstuhl für Ur- und Frühgeschichte. Es folgten viele weitere Prospektionen im europäischen Raum, u. a.:
- 2003 archäologische Prospektion in Spanien
- 2004–2008 archäologische Prospektion in Rumänien
- 2005–2007 archäologische Prospektion in Georgien
- 2006 archäologische Prospektion im Iran

Regelmäßig finden vor allem seit 2003 luftbildarchäologische Prospektionen am Niederrhein mit dem Schwerpunkt im Xantener Raum statt, sowie seit 2010 auch in Westfalen.

## Ausstellungen
- 2017 Von oben! Historische Städte und Orte im Luftbild in Warburg im Museum im Stern (Einzelausstellung)[2]

## Werke
- mit Klaus Leidorf: Faszination Luftbildarchäologie: Die Welt aus der Vogelperspektive, WGB Theiss, Darmstadt, 2020, ISBN 978-3-8062-4093-1
- mit Klaus Leidorf und Eckhard Heller: Luftbildarchäologie: Archäologische Spurensuche aus der Luft. Methoden und Techniken – Klassisch und virtuell, WGB Theiss, Darmstadt, 2019, ISBN 978-3-8062-3887-7
- mit Marcel Emonds-Pool und Sabine Verheyen: Über Aachen: der andere Blick auf Aachen, landauf.landab.Verlag, 2016, ISBN 978-3-945017-10-4
- mit Clemens Kreuzer: Langendreer, Werne und Laer in Luftbildern: Der Bochumer Osten aus der Luft Mit der Geschichte des Bochumer Ostens vom Mittelalter bis zum Ende der Bergbauzeit, F.A. Gimmerthal KG, Bochum, 2012, 2. Auflage, ISBN 978-3-00-028555-4
- Die verborgene Seite des Ruhrgebiets: Burgen und Schlösser aus der Vogelperspektive, Gimmerthal, Bochum, 2010, ISBN 978-3-00-030595-5

Wandkalender
- Andernach aus der Luft 2016, Edition Archaea, Schwelm, 2015, ISBN 978-3-89972-312-0
- Bad Neuenahr Ahrweiler aus der Luft 2016, Edition Archaea, Schwelm, 2015, ISBN 978-3-89972-342-7
- Hattingen aus der Luft 2016, Edition Archaea, Schwelm, 2015, ISBN 978-3-89972-432-5
- Krefeld aus der Luft 2016, Edition Archaea, Schwelm, 2015, ISBN 978-3-89972-052-5
- Lippstadt aus der Luft 2016, Edition Archaea, Schwelm, 2015, ISBN 978-3-89972-422-6
- Mayen aus der Luft 2016 Edition Archaea, Schwelm, 2015, ISBN 978-3-89972-142-3
- Neuwied aus der Luft 2016 Edition Archaea, Schwelm, 2015, ISBN 978-3-89972-322-9
- Paderborn aus der Luft 2016, Edition Archaea, Schwelm, 2015, ISBN 978-3-89972-152-2
- Soest aus der Luft 2016, Edition Archaea, Schwelm, 2015, ISBN 978-3-89972-122-5
- Andernach 2015, Edition Archaea, Schwelm, 2014, ISBN 978-3-89972-311-3
- Xanten 2014, Edition Archaea, Schwelm, 2013, ISBN 978-3-89972-040-2